# Alexandre Luiz Goulart
Alexandre Luiz Goulart (São João del-Rei, 24 juli 1976) is een voormalig Braziliaans voetballer.

## Carrière
Alexandre speelde tussen 1997 en 2007 voor Cruzeiro, Internacional, Boavista, Nacional, Corinthians Alagoano en Shimizu S-Pulse.